# Meioneta mongolica
Meioneta mongolica là một loài nhện trong họ Linyphiidae.
Loài này thuộc chi Meioneta. Meioneta mongolica được miêu tả năm 1965 bởi Loksa.